# Idanha-a-Velha
Idanha-a-Velha era una freguesia portuguesa del municipio de Idanha-a-Nova, distrito de Castelo Branco.

## Historia
Durante la época romana y visigoda se la conoció con el nombre de Egitania y poseyó cierta importancia, de la cual nos ha llegado hasta la actualidad una gran cantidad de patrimonio, como son sus murallas, el castillo, el puente sobre el río Ponsul y la catedral visigoda, única en su género en la península ibérica.
El castillo fue fundado por don Gualdim Pais, maestre de la Orden del Temple en Portugal y en 1229 se le concedió su fuero.
Fue sede de su propio municipio, el cual lo constituía también la freguesia de Alcafozes, antes de las reformas administrativas portuguesas del siglo XIX durante las cuales desaparecieron muchos de los municipios. El de Idanha-a-Velha se integró en 1836 dentro del de Idanha-a-Nova.
Idanha-a-Velha fue también sede episcopal, hasta que fue absorbida por la de Guarda, de la que pasó a formar parte.
Fue suprimida el 28 de enero de 2013, en aplicación de una resolución de la Asamblea de la República portuguesa promulgada el 16 de enero de 2013 al unirse con la freguesia de Monsanto, formando la nueva freguesia de Monsanto e Idanha-a-Velha.